# Hermann Lichtenberger (General)
Hermann Josef Lichtenberger (* 20. August 1892 in Germersheim; † 15. Januar 1959 ebenda) war ein deutscher Generalmajor der Luftwaffe der Wehrmacht.

## Leben
Hermann Lichtenberger trat am 19. Oktober 1911 als Zweijährig-Freiwilliger in das 2. Feldartillerie-Regiment „Horn“ der Bayerischen Armee ein. Mit Beginn des Ersten Weltkriegs wurde er im August 1914 als Unteroffizier zum 3. Feldartillerie-Regiment „Prinz Leopold“ eingezogen und wechselte kurz darauf zur Fußartillerie über. Im weiteren Verlauf des Krieges nahm er an den Kämpfen in Frankreich teil, avancierte Anfang Oktober 1917 zum Offiziersstellvertreter und wurde für sein Wirken mit dem Eisernen Kreuz II. Klasse, dem Militärverdienstkreuz II. Klasse sowie dem Verwundetenabzeichen in Schwarz ausgezeichnet.
Nach Kriegsende absolvierte Lichtenberger 1919 einen Offiziersausbildungskurs und wurde anschließend in die Reichswehr übernommen, wo er am 1. Januar 1922 mit Rangdienstalter vom 28. Dezember 1916 zum Leutnant befördert wurde. Er diente die nächsten Jahre u. a. im 7. (Bayerisches) Artillerie-Regiment, stieg am 1. April 1925 zum Oberleutnant sowie am 1. August 1929 zum Hauptmann und Batteriechef auf. 
Nach der Machtübernahme der Nationalsozialisten wurde er als Major in die Luftwaffe übernommen, wo er als Kommandeur der III. Abteilung im Flak-Regiment 8 fungierte. Am 1. April 1936 wurde Lichtenberger Kommandeur der I. Abteilung im Flak-Regiment 18 und nahm am folgenden März als Kommandeur einer Flak-Abteilung innerhalb der Legion Condor am Spanischen Bürgerkrieg teil. Er wurde in dieser Eigenschaft am 1. April 1938 zum Oberstleutnant befördert und kehrte noch im selben Monat als Abteilungskommandeur in das Flak-Regiment 18 zurück. Nach mehreren weiteren Verwendungen wurde er am 1. August 1939 zum Oberst befördert. 
Lichtenberger zog als Kommandeur des Flak-Regiment 5 zu Beginn des Zweiten Weltkriegs an die Front und übernahm im Juni 1940 als Nachfolger von Oberst Ernst Buffa das Kommando über das Flak-Regiment 104. In letzterer Eigenschaft wurde ihm am 12. November 1941 das Ritterkreuz des Eisernen Kreuzes verliehen. Wegen einer Krankheit wurde er am 17. November 1941 in die Führerreserve versetzt und nach Genesung zum Inspekteur der Flak im Luftgau Holland ernannt. Am 24. September 1942 wurde er noch Kommandeur der Flak-Brigade IV in München. Nachdem er erneut erkrankte, wurde er am 1. Februar 1943 zum Generalmajor befördert und nahm dann seinen Abschied aus dem aktiven Dienst.